# Podlanišče
Podlanišče este o localitate din comuna Cerkno, Slovenia, cu o populație de 142 de locuitori.